# 新天新地
新天新地（しんてんしんち、οὐρανὸν καινὸν καὶ γῆν καινήν）は聖書のヨハネの黙示録に21章に登場する、新しい天と地のことである。新天新地の後で新しいエルサレムが登場する。この思想はイザヤ書5章17節、66章22節、第二ペテロ3章13節にも見られる。
新天新地には海、悲しみ、叫び、苦しみ、のろい、夜が存在しない。

## キリスト教の解釈
現在の天地が消滅せずにそのまま新しい位置づけになるという説と現在の天地が消滅して全く別の存在が創造されるという意見がある。
ヘンリー・シーセンはサイスの著書を引用して、地と天が過ぎさることは、原語の意味は、物質の消滅を意味するのではなく、かつて存在した出来事や状態が、他の出来事や状態に道を譲って、過去のものになることを意味すると主張している。